# Mijoux
Mijoux és un municipi francès situat al departament de l'Ain i a la regió d'Alvèrnia-Roine-Alps. L'any 2007 tenia 384 habitants.

## Demografia

### Població
El 2007 la població de fet de Mijoux era de 384 persones. Hi havia 167 famílies de les quals 57 eren unipersonals (20 homes vivint sols i 37 dones vivint soles), 49 parelles sense fills i 61 parelles amb fills.
La població ha evolucionat segons el següent gràfic:
Habitants censats

### Habitatges
El 2007 hi havia 671 habitatges, 163 eren l'habitatge principal de la família, 485 eren segones residències i 24 estaven desocupats. 196 eren cases i 472 eren apartaments. Dels 163 habitatges principals, 105 estaven ocupats pels seus propietaris, 51 estaven llogats i ocupats pels llogaters i 6 estaven cedits a títol gratuït; 11 tenien una cambra, 19 en tenien dues, 38 en tenien tres, 29 en tenien quatre i 65 en tenien cinc o més. 130 habitatges disposaven pel capbaix d'una plaça de pàrquing. A 85 habitatges hi havia un automòbil i a 69 n'hi havia dos o més.

### Piràmide de població
La piràmide de població per edats i sexe el 2009 era:
| Homes | Edats   | Dones |
| ----- | ------- | ----- |
| 0     | 95 o +  | 0     |
| 0     | 90 a 94 | 0     |
| 0     | 85 a 89 | 0     |
| 0     | 80 a 84 | 0     |
| 4     | 75 a 79 | 8     |
| 4     | 70 a 74 | 0     |
| 8     | 65 a 69 | 4     |
| 8     | 60 a 64 | 16    |
| 0     | 55 a 59 | 0     |
| 0     | 50 a 54 | 12    |
| 20    | 45 a 49 | 12    |
| 24    | 40 a 44 | 16    |
| 8     | 35 a 39 | 24    |
| 16    | 30 a 34 | 12    |
| 12    | 25 a 29 | 8     |
| 0     | 20 a 24 | 0     |
| 20    | 15 a 19 | 8     |
| 16    | 10 a 14 | 4     |
| 8     | 5 a 9   | 24    |
| 8     | 0 a 4   | 8     |

## Economia
El 2007 la població en edat de treballar era de 238 persones, 200 eren actives i 38 eren inactives. De les 200 persones actives 194 estaven ocupades (104 homes i 90 dones) i 6 estaven aturades (6 dones i 6 dones). De les 38 persones inactives 16 estaven jubilades, 13 estaven estudiant i 9 estaven classificades com a «altres inactius».

### Ingressos
El 2009 a Mijoux hi havia 151 unitats fiscals que integraven 369,5 persones, la mediana anual d'ingressos fiscals per persona era de 21.018 €.

### Activitats econòmiques
Dels 63 establiments que hi havia el 2007, 4 eren d'empreses de fabricació d'altres productes industrials, 3 d'empreses de construcció, 8 d'empreses de comerç i reparació d'automòbils, 2 d'empreses de transport, 14 d'empreses d'hostatgeria i restauració, 1 d'una empresa d'informació i comunicació, 7 d'empreses immobiliàries, 7 d'empreses de serveis, 11 d'entitats de l'administració pública i 6 d'empreses classificades com a «altres activitats de serveis».
Dels 12 establiments de servei als particulars que hi havia el 2009, 1 era un taller de reparació d'automòbils i de material agrícola, 1 fusteria, 1 lampisteria, 1 electricista, 1 perruqueria, 5 restaurants i 2 agències immobiliàries.
Dels 7 establiments comercials que hi havia el 2009, 1 era una gran superfície de material de bricolatge, 1 una botiga de més de 120 m², 2 carnisseries i 3 botigues de material esportiu.

## Equipaments sanitaris i escolars
El 2009 hi havia una escola elemental.

## Poblacions més properes
El següent diagrama mostra les poblacions més properes.